# Birbal Sahni
Birbal Sahni FRS (Bhera, 14 de novembro de 1891 – Lucknow, 10 de abril de 1949) foi um paleobotânico indiano de renome internacional, que estudou os fitofósseis do subcontinente indiano, tendo também grande interesse pela arqueologia e geologia.
Junto de outros cientistas, ele fundou o atual Instituto de Paleociências Birbal Sahni, em Lucknow, em 1946. Suas maiores contribuições são nas áreas de fitofósseis e evolução vegetal. Birbal também foi importante para a implantação da educação científica na Índia além de ter sido presidente da Academia Nacional de Ciências de seu país e presidente honorário do Congresso Internacional de Botânica, em Estocolmo.

## Biografia
Birbal Sahni nasceu em Bhera, em 1891, uma cidade que hoje pertence ao Paquistão, localizada na província de Punjab, mas que na época fazia parte da Índia Britânica. Era o segundo filho de Ishwar Devi e do professor Ruchi Ram Sahni, que lutou pela liberdade do Punjab, além de ter grande influência como educador e influenciador científico, responsável pela popularização da ciência na província e que chegou a trabalhar com Ernest Rutherford e Niels Bohr, em Manchester.
A família Sahni era originária de Dera Ismail Khan e visitavam Bhera com frequência por causa de sua proximidade com uma mina de sal em Khewra, também na região do Punjab. Desde criança, visitando sítios e afloramentos com pai, a geologia se tornaria um dos interesses de Birbal, que também foi grandemente influenciado pelo avô, um banqueiro em Dera Ismail Khan, que era químico amador. Ruchi era professor de química em Lahore, onde também era ativista social, que defendia a emancipação das mulheres.
O casal Sahni teve cinco filhos e todos eles foram enviados para a Inglaterra para estudar. Birbal estudou inicialmente na Índia, na Government College University, em Lahore, onde seu pai trabalhou e na Universidade do Punjab (Urdu: جامعہ پنجاب ), em 1911. O pai da briologia indiana, Shiv Ram Kashyap (1882-1934), foi um de seus professores universitários. Em Cambridge, formou-se em 1914. Em seguida, estudou com Albert Charles Seward, botânico e geólogo britânico, onde obteve o doutorado pela Universidade de Londres em 1919.

## Carreira
Na sua estada em Londres, Birbal se juntou ao professor Seward para trabalhar em uma extensa revisão de plantas fósseis do Gondwana da Índia. Brevemente, em 1919, ele trabalhou em Munique, com o morfologista alemão Karl Ritter von Goebel. No ano seguinte, se casou com Savitri Suri, filha de Sunder Das Suri, inspetor escolar no Punjab. Savitri tinha grande interesse em seu trabalho e costumava acompanhá-lo em viagens e trabalhos de campo. Ela também seria a grande divulgadora de seu legado e administraria o instituto que leva o nome do marido por 20 anos.
Birbal retornou à Índia onde começou a trabalhar como professor de botânica na Banaras Hindu University, em Varanasi e além de lecionar na Universidade do Punjab por cerca de um ano. Foi indicado como professor titular e chefe do departamento de botânica da Universidade de Lucknow em 1921, posição que manteve até o fim da vida. A Universidade de Cambridge lhe concede um título de doutor em ciências pelo reconhecimento de suas pesquisas em 1929.
Nos anos seguintes, Birbal não apenas continuou com suas pesquisas como também formou profissionais de várias partes do país e do mundo, construído uma reputação renomada na universidade que logo se tornaria centro de referência e o primeiro centro de pesquisa científica em botânica e paleobotânica da Índia. Birbal mantinha contato com diversos pesquisadores do mundo, tendo sido amigo de Chester A. Arnold, famoso paleobotânico norte-americano. Em 1936, foi eleito membro da Royal Society.
Birbal foi o fundador da The Paleobotanical Society, que levou à criação do Instituto de Paleociências Birbal Sahni em 10 de setembro de 1946, nomeado com seu nome após sua morte. Inicialmente ele funcionava dentro do departamento de botânica da Universidade de Lucknow e posteriormente foi transferido para o número 53 da University Road em Lucknow, em 1949. Em 3 de abril de 1949, o primeiro ministro da Índia, Jawaharlal Nehru, depositou a pedra fundamental da construção do instituto.
Além do interesse em paleobotânica, Birbal era também interessado em arqueologia, tendo publicado alguns artigos a respeito. Gostava de tocar cítara e violino e chegou a jogar tênis enquanto estava na Inglaterra. Era também interessado em moedas antigas e sua coleção hoje está no Museu Nacional de Nova Delhi.

## Morte
Menos de uma semana depois da pedra fundadora do instituto ser assentada no terreno, Birbal teve um infarto e morreu em Lucknow em 10 de abril de 1949, aos 57 anos.

## Legado
Em seu discurso, que também seria o último, na cerimonia que deu início à construção do instituto que depois levaria seu nome, Birbal disse:
| “ | Esperamos que esta pedra fundamental forje uma corrente de boa vontade internacional e cooperação cultural. Ao assentar esta pedra, estaremos, portanto, ajudando a alcançar, para esta jovem instituição, um futuro de esperança e de visão internacional, que é um de nossos principais objetivos. Afinal, o que os homens devotos que depositam uma pedra em um templo adoram se não uma ideia, uma grande verdade, uma esperança ou desejo de uma existência elevada, seja neste mundo ou no próximo? E o que esta pedra simboliza? Uma enorme evidência da antiguidade da vida vegetal no globo, o intelecto de homens esforçados em trazer luz aos fatos, revelando diferentes estágios não apenas da evolução do reino vegetal em uma sequência compreensível, mas também a evolução de nosso pobre entendimento destas verdades. Esta construção, as falhas e imperfeições de sua composição, o trabalho empregado em sua preparação, são símbolos de nossos esforços imperfeitos de construir algo novo, algo digno. | ” |

Após sua morte súbita, o corpo diretor da Palaeobotanical Society autorizou que sua esposa, Savitri Sahni, atuasse como a diretora do instituto, além de atuar como presidente da mesma sociedade no lugar do marido. Ela trabalhou para dar continuidade ao sonho do marido, sendo sua diretora entre 1949 e 1969, levando o nome do instituto mundo a fora e tornando-o referência mundial em paleobotânica. O prédio principal ficou pronto em 1952 e foi inaugurado por Jawaharlal Nehru, ele mesmo um cientista de formação. Sobre Birbal, ele disse:
| “ | O progresso no conhecimento científico de qualquer país abre as mentes de seu povo e essa é a vantagem que conta no final. Um grande país tem muitas vantagens e desvantagens. Uma desvantagem é que, sendo auto-suficiente, seu pessoal se torna introvertido e não gosta de aprender com pessoas de outros países. Isso fecha suas mentes e, finalmente, eles se tornam obtusos. Essa é a atitude mais prejudicial que qualquer nação pode desenvolver. O fato de que um grande número de cientistas veio de países estrangeiros, especialmente para participar de sua fundação, mostra a importância da atuação do Dr. Sahni no mundo científico. É uma desgraça que ele tenha morrido logo após o início deste instituto e em tenra idade. Fiquei impressionado com a sinceridade do Dr. Sahni. Fui atraído pela proposta do Dr. Sahni para a construção de um instituto de pesquisa para a Paleobotânica, em parte devido ao seu interesse pelo assunto que desenvolveu durante sua estada em Cambridge, mas principalmente devido à sua personalidade. Ele era um homem equilibrado, um homem de temperamento igual a todos os grandes cientistas. Esses homens são sempre raros. | ” |

Em novembro de 1969, a Palaeobotanical Society passou o instituto para a administração do Departamento de Ciência e Tecnologia do governo da Índia. Savitri morreu em 26 de abril de 1985, aos 83 anos, tendo sido cremada, segundo o costume hindu, na margem do rio Gomti, em Lucknow.

## Prêmios
Birbal recebeu diversos prêmios e reconhecimentos durante a vida por suas contribuições científicas. Recebeu a Medalha Barclay da Royal Asiatic Society de Bengala, em 1936. Em 1945 recebeu a Medalha Nelson Wright, da Numismatic Society e em 1947 o Sir C. R. Reddy National Prize. Foi eleito membro para diversas associações científicas, como a Sociedade Geológica de Londres. Foi membro do corpo editorial do periódico britânico Chronica Botanica. Foi vice-presidente das seções de paleobotânica do V e VI congressos internacionais de botânica em 1930 e 1935, em Cambridge e Amsterdã, respectivamente. Foi o primeiro botânico indiano a ser eleito para a Royal Society em 1936, indicado por seu orientador, professor Seward. Foi presidente do Indian Science Congress em 1940. Foi duas vezes presidente da Academia Nacional de Ciências, sediada em Allahabad. Foi membro fundador da Indian Botanical Society, sendo também seu presidente. Foi eleito presidente honorário do Congresso Internacional de Botânica em Estocolmo, em 1950.
Birbal e Suvitri não tiveram filhos, mas ele foi bastante influente na carreira do irmão mais novo M.R. Sahni. Seu sobrinho, Ashok Sahni, também seguiu carreira em paleontologia.

## Publicações selecionadas
- 1915. Foreign pollen in the ovules of Ginkgo and its significance in the study of fossil plants. New Phytol. 14 (4 e 5), 149–151.
- 1915. The anatomy of Nephrolepis volzibilis J. Sim, with remarks on the biology and morphology of the genus. New Phytol. 14 (8 e 9), 251–274.
- 1916. The vascular anatomy of the tubers of Nephrolepis. New Phytol. 15 (3 e 4), 72–80.
- 1917. Observations on the evolution of branching in the Filicales. New Phytol. 16 (1 e 2), 1–23.
- 1919. (With J. C. Willis.) Lawson's text book of botany. London: Univ. Tut. Press.
- 1919. On an Australian specimen of Clepsydropsis. Ann. Bot. 33 (129), 81–92.
- 1920. (With A. C. Seward) Indian Gondwana plants: a revision. Mem. Geol. Surv. Ind. Pal. Ind. 7 (I), 1–40.
- 1921. A stem impression from the plant-bearing beds near Khunmu (Kashmir), provisionally referred to Gangamopteris Kashmirensis Seward. Proc. (8th Ind. Sci. Cong. Cal.) Asiat. Sac. Beng. (N.S.), 17 (4), 200.
- 1921. The present position of Indian Palaeobotany. Pres. Add. 8th Ind. Sci. Cong. Cal. Proc. Asiat. Sac. Bengal (N.S.), 17 (4), 152–175.
- 1924. On the anatomy of some petrified plants from the Government Museum, Madras. Proc. 11th Ind. Sci. Cong. Bangalore, p. 141.
- 1925. The ontogeny of vascular plants and the theory of recapitulation. J. Ind. Bot. Soc. 4 (6), 202–216.
- 1925. (With E. J. Bradshaw) A fossil tree in the Panchet Series of the Lower Gondwanas near Asansol. Rec. Geol. Surv. Ind. 58 (I), 77–79.
- 1931. On certain fossil epiphytic ferns found on the stems of the Palaeozoic tree-fern Psaronius. Proc. 18th Ind. Sci. Cong. Nagpur, p. 270.
- 1931. Materials for a monograph of the Indian petrified palms. Proc. Acad. Sci. U.P. 1, 140–144.
- 1932. Homoxylon rajmalzalense gen. et sp. nov., a fossil angiospermous wood, devoid of vessels, from the Rajmahal Hills, Behar. Mem. Geol. Sura. Ind. Pal. Ind. 20 (2), 1–19.
- 1932. A petrified Williamsonia (W. Sewardiana, sp. nov.) from the Rajmahal Hills, India. Mem. Geol. Sura. Ind. Pal. Ind. 20 (3), 1–19.
- 1933. (With A. R. Rao) On some Jurassic plants from the Rajmahal hills. J. Asiat. Soc. Bengal (N.S.), 27 (2), 183–208.
- 1933. Explosive fruits in Viscum japonicum Thunb. J. Ind. Bat. Soc. 12 (2), 96–101.
- 1934. (With B. P. Srivastava) The silicified flora of the Deccan Intertrappean Series. Pt. 3. Sausarospermum Fermori. gen. et sp. nov. Proc. 21st Ind. Sci. Cong. Bombay, p. 318.
- 1934. Dr S. K. Mukerji, F.L.S. (1896–1934). (Obituary.) J. Ind. Bot. Soc. 13 (3), 245–249.
- 1934. (With A. R. Rao) Rajmahalia paradoxa gen. et sp. nov. and other Jurassic plants from the Rajmahal hills. Proc. Ind. Acad. Sci. 1 (6), 258–269.
- 1934. Dr Dukinfied Henry Scott. (Obituary). Curr. Sci. 2 (lo), 392–395.
- 1934. The Deccan Traps: Are they Cretaceous or Tertiary? Curr. Sci. 3 (lo), 392–395.
- 1935. The relations of the Indian Gondwana flora with those of Siberia and China. Proc. 2nd Cong. of Curb. Stratig. Heerlen, Holland. Compte Rendti I,517–518.
- 1935. Homoxylon and related woods and the origin of angiosperms. Proc. 6th Int. Bat. Cong. Amsterdam, 2, 237–238.
- 1935. The Glossopteris flora in India. Proc. 6th Int. Bat. Cong. Amsterdam, 2, 245–248.
- 1936. The Karewas of Kashmir. Curr. Sci. 5 (I), 10–16.
- 1936. The Himalayan uplift since the advent of Man: its culthistorical significance. Curr. Sci. 5 (I), 10–16.
- 1936. A clay seal and sealing of the Shunga period from the Khokra Kot mound (Rohtak). Curr. Sci. 5 (2), 80–81.
- 1936. A supposed Sanskrit seal from Rohtak: A correction. Curr. Sci. 5 (4), 206–215.
- 1936. Wegener's theory of continental drift in the light of palaeobotanical evidence. J. Ind. Bot. Soc. 15 (5), 319–322.
- 1936. The Gondwana affinities of the Angara flora in the light of geological evidence. Nature, 138 (3499, 720–721.
- 1937. Speculations on the climates of the Lower Gondwanas of India. Proc. 17th Int. Geol. Cong. Moscow, pp. 217–218.
- 1937. An appreciation of the late Sir J. C. Bose. Sci. & Cult. 31 (6), 346–347.
- 1937. Professor K. K. Mathur. (Obituary). Curr. Sci. 5 (7), 365–366.
- 1937. Revolutions in the plant world. (Pres. Add.) Proc. Natl. Acad. Sci. Ind. 46–60.
- 1937. The age of the Deccan Trap. (General Discussion.) Proc. 24th Ind. Sci. Cong. Hyderabad, pp. 464–468.
- 1937. Wegener's theory of continental drift with reference to India and adjacent countries. (General discussion.) Proc. 24th Ind. Sci. Cong. Hyderabad, pp. 502–506.
- 1938. (com K. P. Rode)Fossil plants from the Deccan Intertrappean beds at Mohgaon Kalan, C.P., with a note on the geological position of the plant-bearing beds. Proc. Natl. Acad. Sci. Ind. 7 (3), 165–174.
- 1938. Recent advances in Indian Palaeobotany. (Pres. Add. Botany Section.) Proc. 25th Ind. Sci. Cong. Jubil. Sess. Calcutta (2), 133–176; and Luck. Univ. Stud. (2), 1–100.
- 1940. The Deccan Traps: an episode of the Tertiary era. (Gen. Pres. Add.) 27th Ind. Sci. Cong. Mad. (2), pp. 1–21. Prakrati, 3 (I), 15–35. 1944 (Gujrati trans.). Prabuddha Karnataka, 22 (2), 5–19 (Kanares trans. by H. S. Rao).
- 1941. Permanent labels for microscope slides. Curr. Sci. 10 (1 I), 485–486.
- 1942. 'A short history of the plant sciences' and 'The cytoplasm of the plant cell'. Reviews. Curr. Sci. 11 (9), 369–372.
- 1944. (With B. S. Trivedi) The age of the Saline Series in the Punjab Salt Range. Nature, 153, 54.
- 1945. The technique of casting coins in ancient India. Mem. Numis. Sac. Ind. (I), 1–68.